# دانشگاه آزاد اسلامی واحد سمنان
دانشگاه آزاد اسلامی واحد سمنان به عنوان بخشی از مجموعهٔ بزرگ واحدهای دانشگاه آزاد اسلامی سراسر ایران است. این واحد دانشگاهی در سال ۱۳۶۳ با پذیرش ۱۲۰ دانشجو در دو رشته الهیات و حسابداری در مقطع کارشناسی فعالیت خود را آغاز کرد.
هم‌اکنون مجتمع دانشگاهی آزاد سمنان با درجه جامع با بیش از ۳۰۰۰ دانشجو در ۱۵۰ رشته تحصیلی در مقاطع مختلف در کیلومتر ۵ جاده دامغان قرار دارد.

## تاریخچه
دانشگاه آزاد اسلامی واحد سمنان ۲۶ اسفندماه ۱۳۶۳ در مکانی استیجاری و با پذیرش ۱۲۰ دانشجو در دو رشته الهیات و حسابداری در مقطع کارشناسی فعالیت خود را آغاز کرد. این واحد دانشگاهی فعالیت آموزشی خود را در ساختمانی دوطبقه استیجاری در دو رشته «کارشناسی حسابداری» و «کارشناسی الهیات ومعارف اسلامی» با تعداد ۱۲۰ نفر دانشجو (هر رشته ۶۰ نفر) آغاز کرد و تا سال ۶۹ با همین تعداد دانشجو به کار خود ادامه داد.
ساختمان این واحد در سال ۶۹ به هنرستان شهید بهرامی واقع در بلوار شریف واقفی انتقال یافت وبا افزایش دانشجو تا سال ۷۴ در همین محل به فعالیت خود ادامه داد.
در سال ۷۴ ساختمان مرکزی دانشگاه در زمینی با زیربنای ۴۴۰۰ مترمربع در چهار طبقه آموزشی به بهره‌برداری رسید. دانشگاه آزاد اسلامی واحد سمنان در این سال با داشتن ۸ رشته تحصیلی و یک دانشکده در مقاطع کاردانی، کارشناسی و کارشناسی ارشد و دوره‌های تمام‌وقت و پاره‌وقت و داشتن ۳۸۵۴ نفر دانشجو و ۳۲ عضو هیئت علمی تمام وقت و ۱۳ نفر عضو هیئت علمی نیمه‌وقت و حدود ۷۷ نفر کارمند در ساختمان جدید مشغول فعالیت شد.
تا پایان سال ۱۳۸۸ این واحد با تعداد ۱۳۸ عضو هیئت علمی تمام‌وقت و نیمه‌وقت و ۲۸۰ حق‌التدریس با فضایی بیش از ۶۰ هکتار و با زیربنائی برابر با ۳۷۷۱۰ مترمربع و امکانات آزمایشگاهی و کارگاهی و مجتمع ورزشی در حال آموزش بیش از ۵۰۰۰ دانشجو در ۶۲ رشته تحصیلی در مقاطع کاردانی، کارشناسی و کارشناسی ارشد با درجه بسیار بزرگ می‌باشد.
هم‌چنین شعبه دانشگاه آزاد اسلامی واحد علوم و تحقیقات با ۱۶ رشته کارشناسی ارشد در این واحد مستقر است. 

## شرکای علمی دانشگاه آزاد اسلامی واحد سمنان
شرکای علمی اصلی دانشگاه آزاد اسلامی واحد سمنان طی سالهای گذشته مراکز زیر هستند. مراکزی که اساتید و پژوهشگران دانشگاه آزاد اسلامی واحد سمنان ترجیح داده اند بیشترین طرح های پژوهشی و تحقیقاتی خود را با این مراکز به انجام رسانند.
- دانشگاه تهران
- دانشگاه سمنان
- دانشگاه آزاد اسلامی واحد علوم و تحقیقات تهران
- دانشگاه پیام نور (همه مراکز)

## مقالات
دانشگاه آزاد اسلامی واحد سمنان تاکنون ۴۲۷۵ مقاله در همایشها و نشریات داخلی منتشر نموده است. که از این تعداد ۸۱۱ مقاله ژورنالی و ۳۴۶۴ مقاله کنفرانسی می باشد.
بر اساس داده های استخراج شده از پایگاه اسکوپوس و پابمد، تاکنون ۳۸۳ مقاله توسط پژوهشگران دانشگاه آزاد اسلامی واحد سمنان در این نمایه سازهای بین المللی ثبت شده است.

## دانشکده‌ها
- دانشکده اقتصاد و حسابداری
- دانشکده پزشکی
- دانشکده علوم انسانی
- دانشکده فنی مهندسی
- دانشکده مدیریت